# Lymnas nigretta
Lymnas nigretta är en fjärilsart som beskrevs av Adalbert Seitz 1917. Lymnas nigretta ingår i släktet Lymnas och familjen Riodinidae. Inga underarter finns listade i Catalogue of Life.